# Jagoda Kumrić
Jagoda Kumrić (Split, 26. veljače 1992.) je hrvatska glumica.

## Filmografija

### Televizijske uloge
- "Kumovi" kao Vedrana Crljen (2022. – 2024.)
- "Drugo ime ljubavi" kao Irena Novosel (2019.)
- "Kud puklo, da puklo" kao Snježana Mamić  (2014. – 2016.)
- "Zora dubrovačka" kao Paulina (2014.)
- "Nikol, povjerljivo" kao Nikol Zlatar (2012.)
- "Larin izbor" kao Nikol Zlatar (2011. – 2013.)
- "IN Magazin" (2011. – danas)

### Filmske uloge
- "Sobe su pijani" kao Goga (2013.)
- "Larin izbor: Izgubljeni princ" kao Nikol Zlatar (2012.)

## Vanjske poveznice
- Jagoda Kumrić u internetskoj bazi filmova IMDb-u (engl.)